# Villa ambigua
Villa ambigua är en tvåvingeart som först beskrevs av Lynch Arribalzaga 1878.  Villa ambigua ingår i släktet Villa och familjen svävflugor. Inga underarter finns listade i Catalogue of Life.